# اوهلیووتس
اوهلیووتس (به بلغاری: Ohlyuvets) یک منطقهٔ مسکونی در بلغارستان است که در شهرستان کاردژالی واقع شده‌است.